# 최석하 (1864년)
최석하(崔錫夏, 1864년 ~ 1912년)는 한국의 독립운동가이다. 호는 우양생(友洋生)이며 본적은 평안북도 의주군 출신이다. 개화기 시기 일본 도쿄에 유학한 지식인으로, 대한제국 시대의 애국계몽인이며, 중국 서간도로 망명하여 독립운동을 하다 병사했다.

## 생애
평안북도 의주군(義州郡) 비현면(枇峴面)에서 유복한 가정에서 출생하여 1890년 일본 고베(神戶)로 떠나 1898년 일본 고베에서 보통과를 수료하고 메이지 대학 법학과에 입학, 1908년 메이지 대학 졸업 때 졸업생 대표연설을 하였으며 이 학교의 설립자인 기시모토 다쓰오(岸本辰雄, 1851-1912)를 한국 법학계의 은사라고 감사의 뜻을 표시하고 메이지 대학 후배인 조소앙(趙素昻)도 1912년 최석하의 사망 소식을 듣고 크게 슬퍼했다고 한다. 또한 대학생 때인 러일 전쟁 시기에 일본군 통역으로 정식으로 임명되었는데, 러일 전쟁에 참전하게 된 것은 그가 러시아 제국을 비난하는 건백서를 일본 외무성에 보내고 "동양평화를 위해 견마지로를 다하겠다"고 자청했기 때문이다. 이때 세운 공로로 1908년 2월 일본 정부로부터 훈8등 서 훈장을 받았다.
1908년 최석하가 메이지 대학을 졸업하고 귀국할 무렵의 대한제국 사회는 당시 정계의 실력자들이 일본과 결탁해 1905년 을사조약 체결을 성사시키고 정국을 이끌고 있었고, 최석하는 이들에 맞서 독립투사들과 함께 싸우는 과정에서 핵심적인 신진 정치가로 명성을 얻고 있었다.
한편 1909년 1월 재일 유학생 단체들이 대한흥학회(大韓興學會)로 통합되자, 태극학회도 여기에 참여하여 해산되었으며, 최석하는 한성부 원동(苑洞)에 있는 이 갑(李甲)의 집에서 안창호 등 당시의 주요 인물들과 함께 망국의 비운을 당한 것을 애통해 하며 1910년 국내외에서 민력을 배양, 망명하기로 결정하였다. 그리고 훗날을 기약하면서 서로가 이별하게 되는데 이 이별이 최석하에게는 국내외의 민족 독립운동가들과의 마지막이 되었다.
독립운동가들의 망명을 앞두고 신민회에서 지역분담을 결정하였다. 한국 국내는 서울에 전덕기, 황해도에 김구, 평안남도에 안태국, 평안북도에 이승훈, 이렇게 네 사람이 분담하게 되고, 한국 국외 망명은 북경에 조성환, 신채호, 서간도에 최석하, 이회영, 이시영, 북간도에 이동휘, 연해주에는 이동녕, 미국에는 안창호, 이 갑이 자리를 잡아 독립운동을 계속하기로 의논하고 며칠 동안 고려할 여유를 청한 뒤에 망명할 준비를 하였다.

## 가족관계
1909년 독립운동가 윤효정(尹孝定)의 딸인 윤정원(尹貞媛)과 결혼하여 아들 량(亮)을 낳고 아내와 각각 북경과 서간도로 망명하여 독립을 위해 갖은 고초를 겪으며 버텨 왔지만, 1912년에 48세의 젊은 나이로 서간도에서 병사하였다.

## 논문
국가론, 정부론, 국혼론 등 태극학보 제1,4,8호(1906); 조세론, 한국민족의 경제방책 등이 있다.

## 기타
- 동명이인 최석하(崔錫夏, 1866년 ~ 1929년)는 한자까지 같아 오해가 있으나, 해당 인물은 일제 강점기에 조선총독부 중추원 참의를 역임했고 1928년에 일본 정부로부터 쇼와대례기념장을 불하받은 친일파이다.[4][5]

## 참고 문헌
- 참고자료 - 경성전수학교의 법학교육 p27, 태극학보, 이광수-도산 안창호전집 p159, 문헌 細井 肇 現代漢城の風雲と名士(日韓書房, 1910; ペリカン社, 1997 復刻版), 227-231면에서는 “세 번 사지(死地)에 들어간 최석하”라고 표현한다.